# Tergast

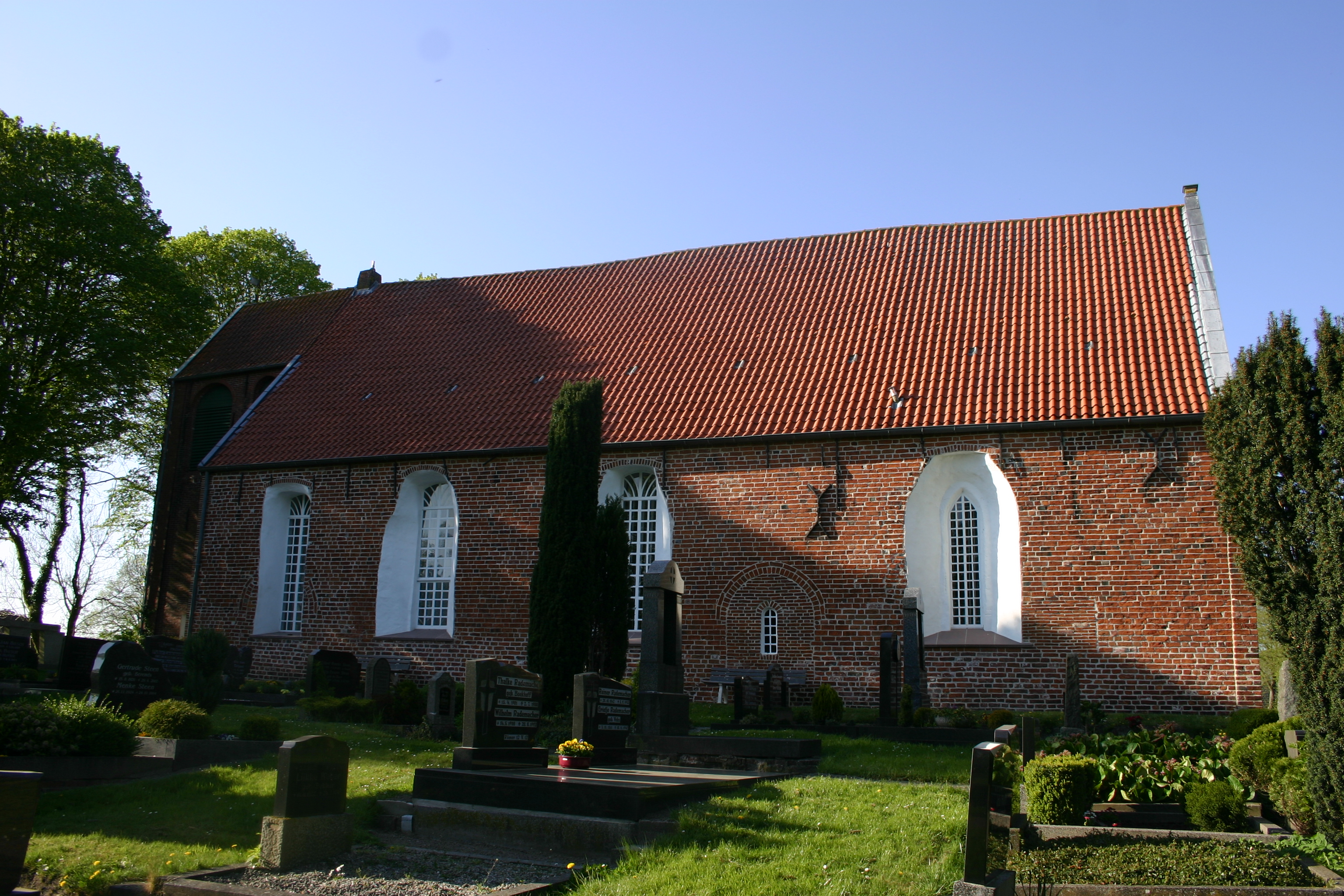
Evangelisch-reformierte Kirche

Tergast ist eine Ortschaft in der niedersächsischen Gemeinde Moormerland im Landkreis Leer in Ostfriesland. Am Ende des Jahres 2016 hatte das Dorf 457 Einwohner, die auf einer Fläche von 9,95 km² lebten.

## Geographie
Das Haufendorf liegt etwa zwei Kilometer nordöstlich von Oldersum auf einer etwa fünf Meter hohen Geestinsel inmitten des sonst flachen, auf Meereshöhe liegenden Grünlandes der Ems und gehört zur Gemeinde Moormerland.

## Geschichte
Im Jahre 1401 erfolgte die erste Nennung Tergasts als „Gast“ in einer Schenkungsurkunde zugunsten des Klosters Langen. Der Begriff „Gast(e)“ (bzw. Geest) bezeichnet das hochgelegene Ackerland. Die Präposition „tor“ und der Artikel „der“ sind zu „Ter-“ verschmolzen. Tergast bedeutet also sinngemäß „auf dem Geestrücken“ oder „Sandrücken“.
Nach der Völkerwanderung gehörte der Siedlungsraum der unteren Ems zum Emsigerland. 1447 wurde Hoytet Tammana als Häuptling von Tergast erwähnt. Wenige Jahre später war das Kirchspiel Tergast Teil der Herrlichkeit Oldersum.
Weitere Wohnplätze und Bauernhöfe um Tergast sind: Tergaster Hammrich, Hohewarf, Rothehahn, Imkehörn, Sünnenblink, das Tergaster Grashaus und die Sieve, ein ehemaliges Vorwerk des Johanniterkommende Hasselt.
Das Kirchspiel Tergast – heute evangelisch-reformiert – gehörte im Mittelalter zur Propstei Leer im Bistum Münster. Vermutlich in der ersten Hälfte des 13. Jahrhunderts errichtete man die Tergaster Kirche auf dem höchsten Punkt des dörflichen Sandrückens. Bereits 1560 wurden eine Schule und ein Schulmeister in Tergast genannt. Seit 1895 gibt es in Tergast ein Wasserwerk, etwa seit der zweiten Hälfte des 19. Jahrhunderts wird in Tergast Kies abgebaut.
Seit dem 1. Januar 1973 ist Tergast ein Teil der Gemeinde Moormerland im Landkreis Leer, in Niedersachsen.

## Politik
Tergast wird politisch von einem fünfköpfigen Ortsrat vertreten.
Ortsbürgermeisterin ist seit dem 22. November 2021 Bettina Steen-Gadau (SPD).

## Kultur und Sehenswürdigkeiten
In Tergast befindet sich das Wasserwerk der Stadtwerke Emden mit mehreren Speicherseen.

## Regelmäßige Veranstaltungen
Seit 2023 organisiert der UnsDörp-Kulturkreis im Arbeitskreis "Unser Dorf hat Zukunft" die Veranstaltungsreihe „Kulturkirche Tergast“. So finden von Zeit zu Zeit verschiedenste Veranstaltungen in der historischen Kirche zu Tergast statt.
Der vom Arbeitskreis im zweijährigen Rhythmus organisierte Preis "ANCUMANUS" wurde 2025 erstmals verliehen am 9. März an Heinz-Werner Ripke für sein außergewöhnliches Engagement. Ripke hatte in seiner 48-jährigen Amtszeit in seinen Ehrenämtern nicht zuletzt für demokratische Werte, den respektvollen Umgang miteinander und für die Bewahrung christlicher Werte eingestanden. 
Schirmherrin ist Gitta Connemann. Zur Feierstunde und Preisverleihung hatte die sechsköpfige Jury aus Mitgliedern aktiver Gruppen des Dorfs (Planung und Organisation: UnsDörp-Herausgeber Thomas Bona) in die historische Kirche eingeladen.
Eine öffentliche Bücherzelle befindet sich im Dorf.

## Öffentliche Einrichtungen und Vereine
Der Arbeitskreis "Unser Dorf hat Zukunft" ist ein (nicht im Vereinsregister eingetragener) Zusammenschluss von Tergaster Bürgern, die sich ehrenamtlich für die Erhaltung und die Weiterentwicklung der sozialen, kulturellen und ökologischen Aspekte der Dorfgemeinschaft engagieren.
Zu den Hauptaufgaben zählen:
- die Stärkung des Zusammenhalts der örtlichen Gruppen durch gezielte Maßnahmen zur Zusammenarbeit und verbesserte Kommunikation,
- die Unterstützung von Festen und Veranstaltungen,
- die Förderung ehrenamtlichen Engagements,
- die Pflege, Renovierung und der Neubau von Gemeinschaftseinrichtungen,
- die Entwicklung und Umsetzung von Tourismusprojekten,
- die aktive Teilnahme am Wettbewerb „Unser Dorf hat Zukunft“,
- die Bewahrung lokaler Traditionen,
- die Planung und Durchführung von kulturellen Events, insbesondere in der Veranstaltungsreihe „Kulturkirche Tergast“.
Durch die enge Zusammenarbeit mit regionalen Behörden und der Presse entwickelt der Verein Leitlinien und Konzepte für eine nachhaltige Dorfentwicklung. Ziel ist es, die Dorfbewohner aktiv einzubinden und ihre Identifikation mit der Gemeinschaft zu stärken.
Der Verein trifft sich bei Bedarf in der Alten Schule. Seine Sprecher werden einvernehmlich gewählt; dies sind derzeit Fokko Böden und Andreas "Tommy" Thomsen.

## Persönlichkeiten
Bernardus Nicaes (Berend Sieger) ANCUMANUS (ca. 1590–1666), Theologe, Dichter
- Habbo Gerhard Lolling (1848–1894), klassischer Archäologe
- Jann Holl (1935–1995), Philosoph